# 타보르 (체코)

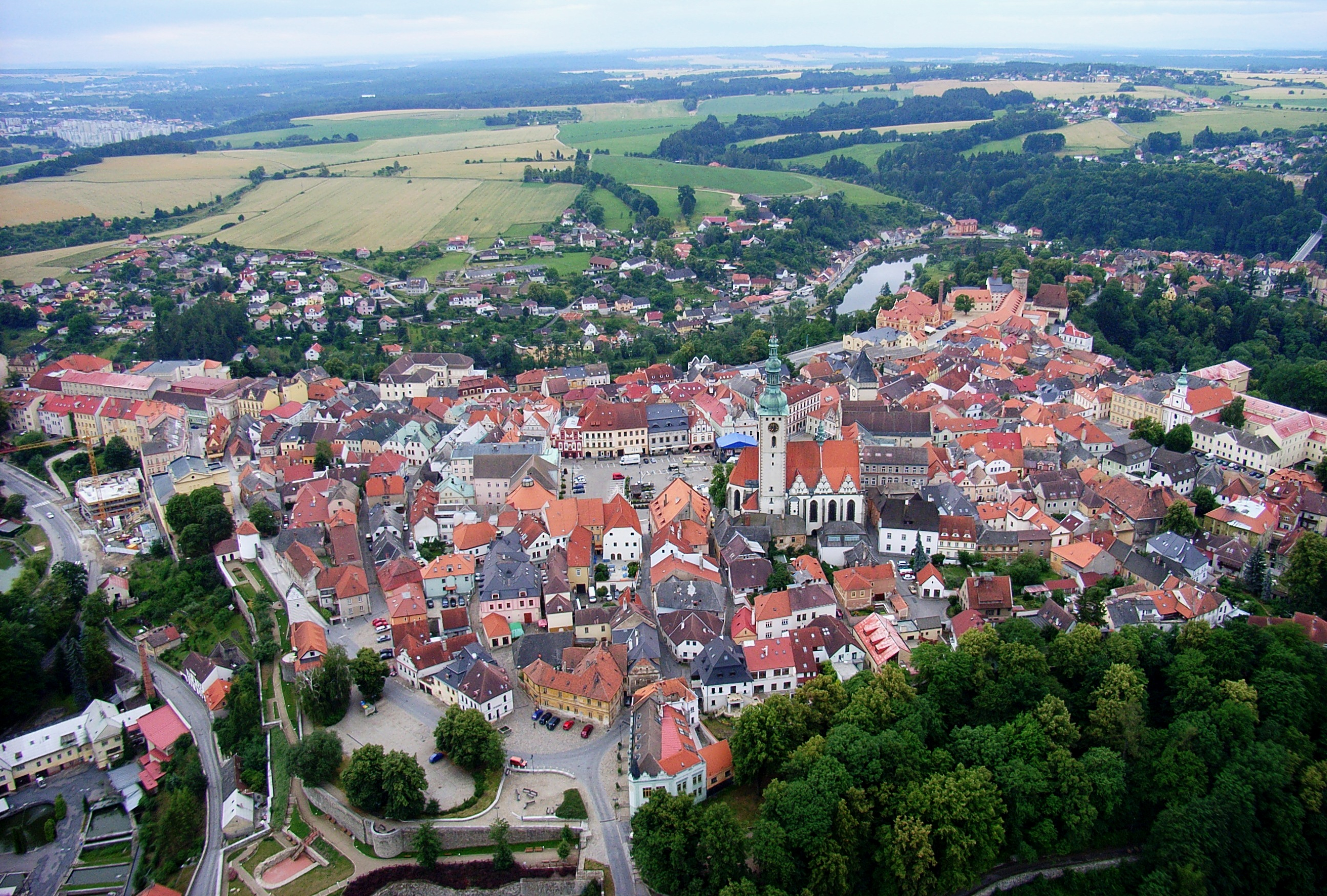
타보르

타보르(체코어: Tábor)는 체코 남보헤미아주의 도시로, 면적은 62.22km2, 높이는 437m, 인구는 35,859명(2007년 기준), 인구 밀도는 576명/km2이다. 도시 이름은 체코어로 "진지(陳地)"를 뜻한다.
1420년 보헤미아의 종교 개혁가 얀 후스를 추종하던 후스파의 급진 세력이 군사적 요충지로 건설했다. 후스파가 후스 전쟁에서 패한 이후인 1437년에는 신성 로마 제국의 지기스문트 황제로부터 도시로서의 권리를 부여받았지만 1452년 보헤미아의 이르지 스 포데브라트(Jiří z Poděbrad) 국왕에 의해 정복되고 만다.
19세기 체코의 작곡가 베드르지흐 스메타나가 작곡한 교향시 《나의 조국》은 후스 전쟁 당시 후스파가 건설하여 이들의 중심지가 된 타보르를 배경으로 한다.

## 인구
| 연도           | 인구   | ±%     |
| -------------- | ------ | ------ |
| 1869           | 10,339 | —      |
| 1880           | 11,251 | +8.8%  |
| 1890           | 12,652 | +12.5% |
| 1900           | 15,155 | +19.8% |
| 1910           | 17,495 | +15.4% |
| 1921           | 18,204 | +4.1%  |
| 1930           | 19,425 | +6.7%  |
| 1950           | 23,696 | +22.0% |
| 1961           | 24,528 | +3.5%  |
| 1970           | 27,181 | +10.8% |
| 1980           | 31,867 | +17.2% |
| 1991           | 36,342 | +14.0% |
| 2001           | 36,557 | +0.6%  |
| 2011           | 34,430 | −5.8%  |
| 2021           | 33,360 | −3.1%  |
| 출처: Censuses |        |        |